# Lomanella exigua
Lomanella exigua is een hooiwagen uit de familie Triaenonychidae.